# Polididus armatissimus
Polididus armatissimus är en insektsart som beskrevs av Carl Stål 1859. Polididus armatissimus ingår i släktet Polididus och familjen rovskinnbaggar. Inga underarter finns listade i Catalogue of Life.